# Tarnabod
Tarnabod es un pueblo en el distrito de Heves, en el condado de Heves, Hungría.

## Historia
La zona del asentamiento ya estaba habitada desde la Edad de Piedra. Prueba de ello es el asentamiento neolítico excavado en las afueras del pueblo. En los documentos medievales aparece con el nombre de Bood. El pueblo fue destruido por los turcos en 1552, pero fue repoblado dos años después. En el siglo XVII, estuvo habitado por pequeños nobles y siervos.

## Monumentos
- Iglesia católica romana: su construcción comenzó en 1720. Es de estilo barroco y está consagrada en honor al rey San Esteban. De una sola nave, orientada al este, con una torre en la fachada oeste, un presbiterio poligonal y un tejado a dos aguas que se curva desde el presbiterio. La sacristía se encuentra en el lado norte del presbiterio. La nave y presbiterio están hechos con bóveda de Bohemia y la galería con tejado plano en el lado oeste de la nave. Su mobiliario es el típico de finales del siglo XVIII y siglo XX. Construida a expensas del párroco de Boconád, Mihály Szent-Mihályi, y del obispado de Eger. Fue renovada en 1779 y se le añadió una torre en 1789. En 1802, la bóveda fue reconstruida a expensas del general Pál Almásy. En 1840 y de nuevo en 1851, la familia Almásy la mandó renovar.
- Estatua de San Antonio: monumento que se encuentra en el jardín de la iglesia.
- Cruz de camino: la cruz de piedra con un Cristo de chapa se erigió en 1792 entre la actual escuela y el centro comunitario. La cruz fue renovada en 2011 por el artista local Bertalan Németh por encargo del Servicio de Caridad Húngaro-Malta, pero unos meses después fue derribada y rota por una fuerte tormenta. El pedestal de piedra y el Cristo de chapa permanecieron, y la cruz de piedra fue reemplazada por una cruz de madera. Según algunas creencias locales, la cruz nueva simboliza un nuevo comienzo.[5]